# Macrostylis polaris
Macrostylis polaris är en kräftdjursart som beskrevs av Malyutina och Oleg Grigor'evich Kussakin 1996. Macrostylis polaris ingår i släktet Macrostylis och familjen Macrostylidae. Inga underarter finns listade i Catalogue of Life.